# 橫濱市中央圖書館

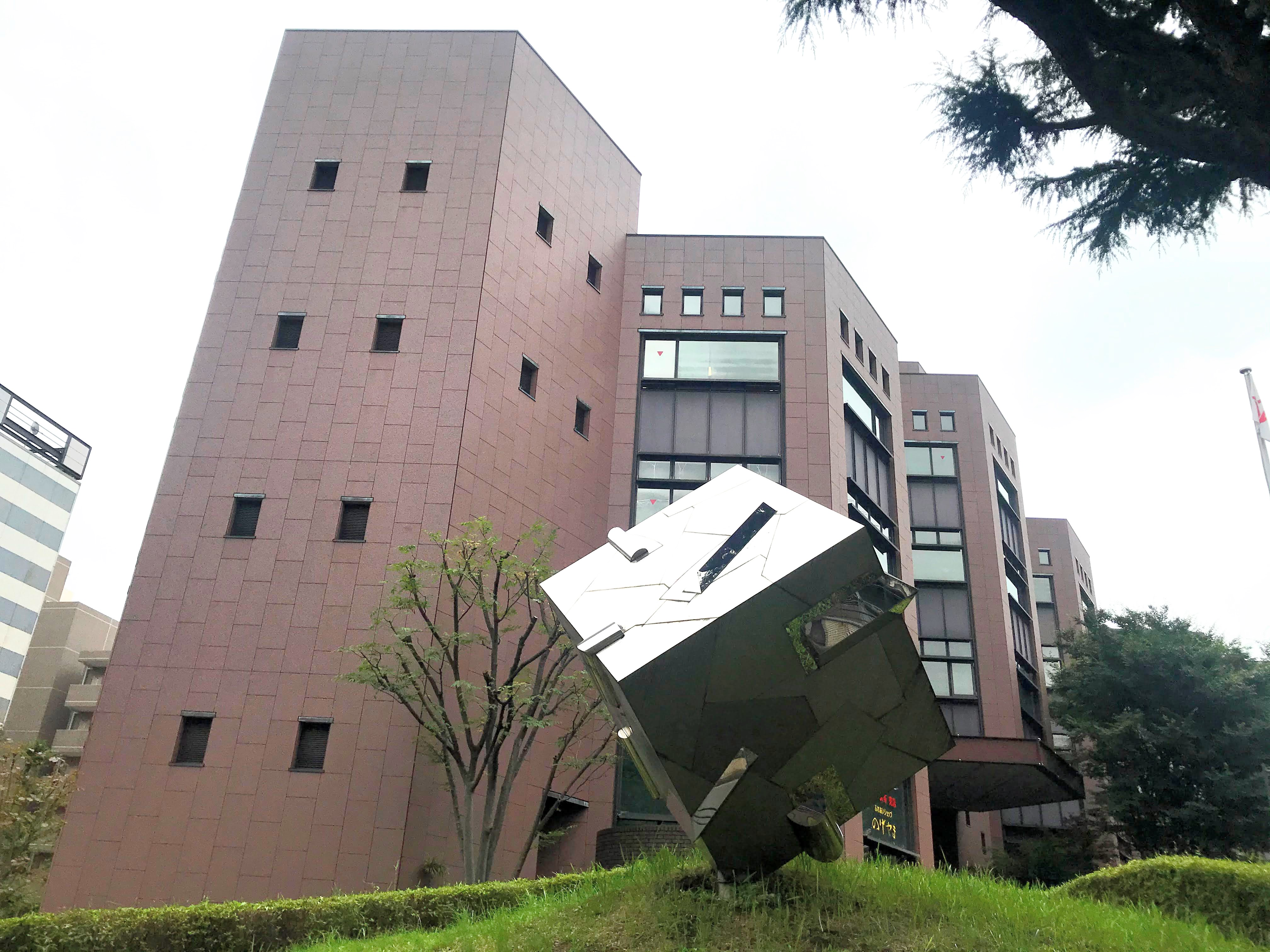

橫濱市中央圖書館（日语：／ Yokohama Chūō toshokan */?）是日本神奈川縣橫濱市西區的一座市立圖書館，亦是橫濱市立圖書館的核心設施。橫濱市中央圖書館的前身是開設於1921年的橫濱市圖書館臨時閱覽所。1927年，橫濱市圖書館在現址開設。橫濱市中央圖書館是日本藏書量第二多的市立圖書館，僅次於大阪市立中央圖書館。

## 外部連結
- 横浜市中央図書館 （页面存档备份，存于）
- 横浜市立図書館 （页面存档备份，存于）
- 横浜市の図書館（横浜市立図書館年報） （页面存档备份，存于）